# Montbizot
Montbizot är en kommun i departementet Sarthe i regionen Pays de la Loire i nordvästra Frankrike. Kommunen ligger i kantonen Ballon som tillhör arrondissementet Le Mans. År 2022 hade Montbizot 1 833 invånare.

## Befolkningsutveckling
Antalet invånare i kommunen Montbizot
| Referens: INSEE |